# 冈崎女子短期大学
冈崎女子短期大学（日语：／ Okazaki Joshi Tankidaigaku *），简称冈短（おかたん），是一所位于日本爱知县冈崎市的私立短期大学。

## 概要

### 简介
- 源流成立于1924年[2]。短期大学为于1965年开办[2]、由学校法人清光学园经营。

### 历史
- 1965年 冈崎女子短期大学成立并同时设置一个学科即保育科[2]。
- 1969年 保育科改编为幼儿教育学科、分离为两个课程、以下列举。
  - 第一部
  - 第三部
- 1974年 初等教育学科成立（但招生到于2001年、正式停办于2003年）。
- 1986年 经营实际业务科成立（改名为现代商务学科于2013年）。
- 1999年 幼儿教育学专攻成立于专科（但招生到于2012年）。
- 2002年 人类福利学科成立（但招生到于2010年、正式停办于2012年）。

### 宪章
- 请参看冈崎女子短期大学的标志 （页面存档备份，存于） （日語） 2014年2月17日阅览。

## 学校环境
- 校区：在爱知县冈崎市

## 历任校长
- 石川谦：第一代短期大学校长[3]。
- 长柄孝彦：现在短期大学校长[4]

## 组织

### 学科
- 幼儿教育学科
  - 第一部
  - 第三部
- 现代商务学科

### 前学科
| - 初等教育学科 - 人类福利学科 |

### 专科
| - 幼儿教育学专攻 |

### 业余课程
| - 没有 |

### 附属学校
- 冈崎女子短期大学附属嫩幼儿园[5]
- 冈崎女子短期大学附属第一早蕨幼儿园[6]
- 冈崎女子短期大学附属第二早蕨幼儿园[7]

### 附属机关
| - 图书馆 - 双亲和儿童的发达中心 - 终身学习研究中心 |

## 相关链接
- 日本短期大学列表